# لافيرن كوكس
لافيرن كوكس (بالإنجليزية: Laverne Cox)‏ (مواليد 29 مايو 1972 في ألاباما، الولايات المتحدة)، هي ممثلة ومنتجة برامج تلفزيونية أمريكية، ونجمة تلفزيون الواقع ومدافعة عن حقوق المثليين. اشتهرت بتمثيلها دور صوفيا بورست في مسلسل البرتقالي هو الأسود الجديد والتي أصبحت أول متحولة جنسية يتم ترشيحها لجائزة إيمي.

## الأعمال
- ابتكار آنا (2022)
- الجدة (2015)
- مسلسل القانون والنظام: الوحدة الخاصة للضحايا (2008)
- مسلسل البرتقالي هو الأسود الجديد (2013 - حتى الآن)

## وصلات خارجية
- الموقع الرسمي
- لافيرن كوكس على موقع IMDb (الإنجليزية)
- لافيرن كوكس على موقع الموسوعة البريطانية (الإنجليزية)
- لافيرن كوكس على موقع روتن توميتوز (الإنجليزية)
- لافيرن كوكس على موقع ألو سيني (الفرنسية)
- لافيرن كوكس على موقع ميوزك برينز (الإنجليزية)
- لافيرن كوكس على موقع أول موفي (الإنجليزية)
- لافيرن كوكس على موقع أول ميوزيك (الإنجليزية)
- لافيرن كوكس على موقع ديسكوغز (الإنجليزية)
- لافيرن كوكس على موقع قاعدة بيانات الفيلم (الإنجليزية)
- لافيرن كوكس على موقع كينوبويسك (الروسية)